# Velefique
Velefique es una localidad y municipio español situado en la parte septentrional de la comarca de Los Filabres-Tabernas, en la provincia de Almería. Limita con los municipios de Castro de Filabres, Tabernas, Senés, Sierro y Bacares. En su término nace y discurre el río Sierro.

## Toponimia
El topónimo de Velefique deriva de una raíz latina, vallis fici, que significa el valle de la higuera, aunque con el paso del tiempo ha sufrido la evolución Billeiq => Bellefiq => Ballafiq.

## Geografía física

### Ubicación
Integrado en la comarca de Los Filabres-Tabernas, se encuentra situado a 49 kilómetros de la capital provincial, a 159 de Granada, a 207 de Murcia y a 216 de Jaén. El término municipal está atravesado por la carretera AL-3102, que conecta Tabernas con Tíjola.
| Noroeste: Bacares         | Norte: Bacares y Sierro | Nordeste: Sierro  |
| Oeste: Castro de Filabres |                         | Este: Senés       |
| Suroeste: Tabernas        | Sur: Tabernas           | Sureste: Tabernas |

### Clima
Por la clasificación de Köppen Velefique tiene un clima semiárido frío o estepario (bsk).

### Riesgos naturales
El municipio de Velefique cuenta con un PTEL que cumple con la Ley 5/2010 sobre autonomía local.

## Geografía humana

### Organización territorial
Además de la cabecera municipal, Velefique carece de cualquier otro núcleo de población.

### Demografía
Cuenta con una población de 246 habitantes (INE 2024).
| Gráfica de evolución demográfica de Velefique entre 1842 y 2021                                                       |
| |
| Población de derecho según los censos de población del INE. Población de hecho según los censos de población del INE. |

### Comunicaciones

#### Conexiones
Carreteras
La principale vía de comunicación que transcurre por el municipio es:
| Identificador | Denominación                                                       | Itinerario        |
| ------------- | ------------------------------------------------------------------ | ----------------- |
| AL-3102       | De la A-349 en Tabernas a Tíjola por Velefique, Bacares y Bayarque | Tabernas - Tíjola |

Algunas distancias entre Velefique y otras ciudades:
| Ciudades | Distancia (km) |
| -------- | -------------- |
| Tabernas | 18             |
| Almería  | 49             |
| Granada  | 159            |
| Murcia   | 207            |
| Jaén     | 216            |

## Política
Los resultados en Velefique de las últimas elecciones municipales, celebradas en mayo de 2019, son:
| Elecciones Municipales - Velefique (2019) | Elecciones Municipales - Velefique (2019) | Elecciones Municipales - Velefique (2019) | Elecciones Municipales - Velefique (2019) | Elecciones Municipales - Velefique (2019) |
| Partido político                          | Partido político                          | Votos                                     | %Válidos                                  | Concejales                                |
| ----------------------------------------- | ----------------------------------------- | ----------------------------------------- | ----------------------------------------- | ----------------------------------------- |
|                                           | Partido Socialista Obrero Español (PSOE)  | 150                                       | 75,76%                                    | 6                                         |
|                                           | Partido Popular (PP)                      | 44                                        | 22,22%                                    | 1                                         |

### Alcaldes
| Legislatura | Nombre                      | Grupo   |
| ----------- | --------------------------- | ------- |
| 1979-1983   | Francisco Martínez Martínez | UCD     |
| 1983-1987   | José López Martínez         | PSOE    |
| 1987-1991   | José López Martínez         | PSOE    |
| 1991-1995   | José López Martínez         | PSOE    |
| 1995-1999   | Antonio Carmona Miranda     | PSOE    |
| 1999-2003   | Antonio Carmona Miranda     | PSOE    |
| 2003-2007   | Rafael García Sola          | IULV-CA |
| 2007-2011   | Rafael García Sola          | IULV-CA |
| 2011-2015   | Rafael García Sola          | IULV-CA |
| 2015-2019   | Rafael García Sola          | IULV-CA |
| 2019-2023   | Rafael García Sola          | PSOE    |
| 2023-act.   | Rafael García Sola          | PSOE    |

## Símbolos
Velefique carece de símbolos municipales.

## Servicios públicos

### Sanidad
El municipio cuenta con un consultorio médico de atención primaria situado en la calle Almería s/n, dependiente del Distrito Sanitario de Almería. El servicio de urgencias está en el centro de salud de Tabernas y el área hospitalaria de referencia es el Hospital Universitario Torrecárdenas de Almería capital.